# Pericoma paghmanica
Pericoma paghmanica är en tvåvingeart som beskrevs av Wagner 1979. Pericoma paghmanica ingår i släktet Pericoma och familjen fjärilsmyggor. Inga underarter finns listade i Catalogue of Life.